# Богданівське (селище)
Богданівське —  селище в Україні,у Черкаському районі Черкаської області, підпорядковане Кам'янській міській громаді. Розташоване на річці Гнилий Ташлик на південний захід від центру громади — міста Кам'янки. Населення 31 чоловік (на 2001 рік).